# Utopia of the Seas
Die Utopia of the Seas ist ein Kreuzfahrtschiff der Reederei Royal Caribbean International. Es ist das sechste Schiff der Oasis-Klasse und das erste, das mit Flüssigerdgas (LNG) betrieben werden kann.

## Geschichte

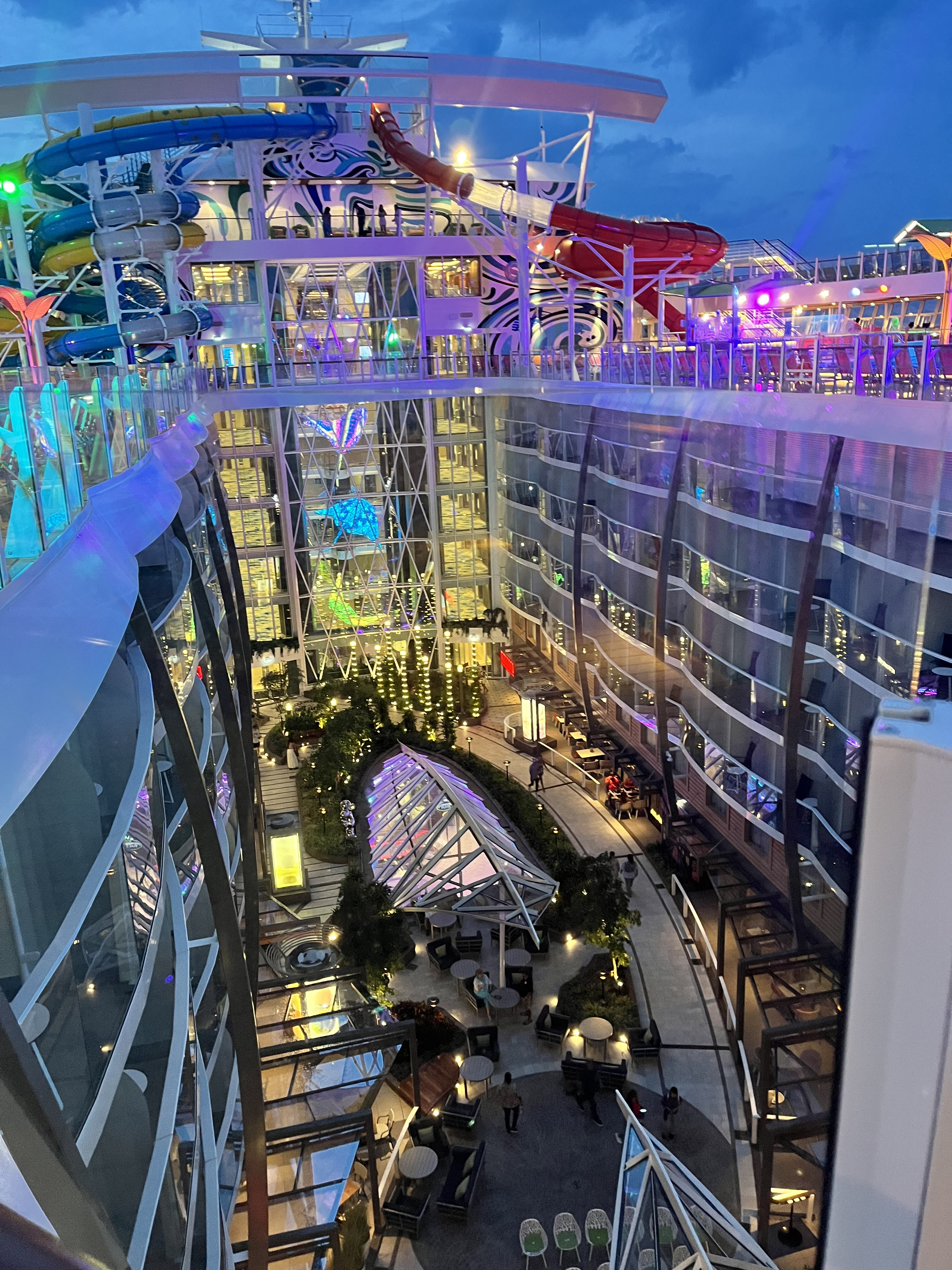
Blick vom Pooldeck ins Schiffsinnere

Am 18. Februar 2019 gaben Royal Caribbean International und die Werft Chantiers de l’Atlantique im französischen Saint-Nazaire die Bestellung eines noch namenlosen sechsten Schiffes der Oasis-Klasse mit Ablieferung im Herbst 2023 bekannt.
Der erste Stahlschnitt und damit der formelle Baubeginn erfolgten am 5. April 2022. Zu diesem Anlass wurde sowohl der Name des Schiffes als auch die Tatsache, dass ein Betrieb mit Flüssigerdgas vorgesehen ist, bekanntgegeben. Die Ablieferung sollte nun im Frühjahr 2024 erfolgen. Die Kiellegung folgte am 1. Juli desselben Jahres.
Die von Wärtsilä gebauten LNG-Tanks wurden im November 2022 an die Werft geliefert. Anfang 2023 wurde das Schiff innerhalb des Baudocks verlegt, nachdem die Celebrity Ascent ausgedockt wurde. Im September 2023 wurde das Schiff ausgedockt.
Im Mai 2024 begannen die fünftägigen Versuchsfahrten mit dem Schiff. Die Ablieferung an die Reederei erfolgte am 14. Juni 2024, woraufhin das Schiff den Atlantik überquerte und am 12. Juli 2024 in Port Canaveral eintraf. Dort wurde die Utopia of the Seas am 15. Juli 2024 durch die US-amerikanische Sängerin Meghan Trainor getauft. Nach einer dreitägigen Taufreise soll die Jungfernfahrt dort am 19. Juli[veraltet] beginnen.